# Марко Љубичић
Марко Љубичић (Нови Сад, 23. јул 1987) српски је кошаркаш. Игра на позицији плејмејкера, а тренутно наступа за Војводину.

## Каријера
Кошарком је почео да се бави са 14. година у школи кошарке Неопланта из Новог Сада након чега је био у београдским клубовима Беопетролу, Лавовима и Суперфунду.
За сезону 2009/10. прелази у подгоричку Будућност, где осваја црногорско првенство и куп али уз малу минутажу. Праву афирмацију стиче у екипи ваљевског Металца где је у сезони 2010/11. био најкориснији играч Суперлиге Србије. За сезону 2011/12. одлази у грчки Икарос, а наредну такмичарску годину проводи у украјинском Черкаскију.
Након пола године без клуба, Љубичић у јануару 2014. потписује за новосадску Меридиану. За овај клуб је наступио на само једној утакмици Кошаркашке лиге Србије, након чега је прешао у шпанског АЦБ лигаша Манресу до краја сезоне. У сезони 2014/15. је по други пут био играч Металца.
У августу 2015. потписао је уговор са МЗТ-ом из Скопља, и био је део састава који је у сезони 2015/16. освојио оба национална трофеја (првенство и куп). Дана 17. октобра 2016. договорио је сарадњу са ФМП-ом до краја те сезоне. Почетком августа 2017. потписао је једногодишњи уговор са Игокеом. У јулу 2018. је потписао уговор са Цибоном. Са загребачким клубом је у сезони 2018/19. освојио титулу првака Хрватске. Сезону 2019/20. провео је у мађарској екипи Алба Фехервар. У новембру 2020. потписао је за Подгорицу, за коју је наступио на четири утакмице Друге Јадранске лиге, након чега је напустио клуб. Средином децембра 2020. прешао је у новосадску Војводину, са којом је договорио сарадњу до краја такмичарске 2020/21.
Са универзитетском репрезентацијом Србије је освојио златну медаљу на Универзијади 2011. у Шенџену.

## Успеси

### Клупски
- Будућност:
  - Првенство Црне Горе (1): 2009/10.
  - Куп Црне Горе (1): 2010.

- МЗТ Скопље:
  - Првенство Македоније (1): 2015/16.
  - Куп Македоније (1): 2016.

- Игокеа:
  - Куп Босне и Херцеговине (1): 2018.

- Цибона:
  - Првенство Хрватске (1): 2018/19.

### Појединачни
- Најкориснији играч Суперлиге Србије (1): 2010/11.

### Репрезентативни
- Универзијада:  2011.